# Las Palomas, San Luis Potosí
Las Palomas är en ort i Mexiko.   Den ligger i kommunen Tamazunchale och delstaten San Luis Potosí, i den sydöstra delen av landet, 210 km norr om huvudstaden Mexico City. Las Palomas ligger 163 meter över havet och antalet invånare är 322.
Terrängen runt Las Palomas är kuperad åt nordväst, men åt sydost är den platt. Runt Las Palomas är det ganska tätbefolkat, med 90 invånare per kvadratkilometer. Närmaste större samhälle är Tamazunchale, 9,4 km väster om Las Palomas. Omgivningarna runt Las Palomas är en mosaik av jordbruksmark och naturlig växtlighet.